# Kumarajiva
Kumarajiva (Skt; Jpn Kumaraju) (344-413 dc.) fue un monje budista, erudito, misionero y traductor del Reino de Kucha (actual prefectura de Aksu, Xinjiang, China). Es visto como uno de los más grandes traductores del budismo chino. Según Lu Cheng, sus traducciones son "inigualables en términos de técnica de traducción o grado de fidelidad".
Inicialmente se enfocó en las enseñanzas de las escuelas Sarvastivada, luego estudió con Buddhasvamin y finalmente se convirtió en adherente del budismo Mahayana, estudiando la doctrina Madhyamaka de Nāgārjuna. Después de dominar el idioma chino, se estableció como traductor y erudito en Chang'an (c. 401 EC). Era jefe de un equipo de traductores que incluía a su amanuense Sengrui. Este equipo fue responsable de la traducción de muchos textos budistas en sánscrito al chino.
También introdujo la escuela Madhyamaka de filosofía budista en China, que más tarde se llamaría Sanlun (la "escuela de los Tres Tratados"). hh

## Biografía
Su padre, Kumārāyana, provenía de la antigua India, probablemente de la actual Cachemira, era un príncipe indio, hijo de un alto ministro, a quien el rey de Kucha presionó para que se casara con su hermana menor, por lo que su madre era una princesa Kuchan y budista devota que influyó significativamente en sus primeros estudios. Su padre se hizo monje, salió de Cachemira, cruzó las montañas de Pamir y llegó a Kucha, donde se convirtió en sacerdote real. La hermana del rey, Jīva, también conocida como Jīvaka, se casó con él y procrearon a Kumārajīva. Jīvaka se unió al convento de Tsio-li, al norte de Kucha, cuando Kumārajīva tenía solo siete años.
Cuando era niño (a partir de los 9 años), estudió los Āgama, Sarvastivada y Abhidharma con maestros en el norte de la India, Cachemira y Kucha, que eran centros del monacato y la erudición de Sarvastivada. Más tarde se convirtió y estudió Mahāyāna con los Buddhayaśas de Cachemira en Kashgar. Recibió la ordenación monástica completa a la edad de 20 años en Kucha y también estudió Sarvastivada Vinaya junto con la filosofía Madhyamaka. Posteriormente se convirtió en una figura célebre conocida por su amplio saber y habilidad en el debate.
En el año 328 Fu Chien, gobernante de la dinastía Jin, ordenó al general Li Kuang invadir Kushana y otros países, y que trajera en su regreso a la capital Chang-an a Kumarajiva. Li Kuang tomó a Kumarajiva prisionero, pero en el camino de regreso se enteró de la caída de la dinastía Jin. Li Kuang decidió permanecer en Liang-chou donde mantuvo a Kumarajiva prisionero durante dieciséis años. Finalmente, Kumarajiva terminó su camino a Chang-an en el año 401 d. C. a invitación de Yao Hsing gobernante de la dinastía Jin tardía. Allí es nombrado maestro de la nación y se sumerge en la traducción de escrituras budistas.

### Captura, encarcelamiento y liberación
En 379 e.C, su fama llegó a China cuando un monje budista chino llamado Seng Jun visitó Kucha y describió las habilidades de Kumārajīva. Luego, el emperador Fu Jian (苻堅) de la antigua dinastía Qin se esforzó por llevarlo a la capital, Chang'an. Para hacer esto, su general Lü Guang fue enviado con un ejército para conquistar Kucha y regresar con él. Se registra que Fu Jian le dijo a su general: "Envíame a Kumārajīva tan pronto como conquistes Kucha". Sin embargo, cuando el ejército principal de Fu Jian en la capital fue derrotado, su general Lü Guang declaró su propio estado y se convirtió en señor de la guerra en 386 EC, e hizo capturar a Kumārajīva cuando tenía alrededor de 40 años. Al no ser budista, Lü Guang lo mantuvo en prisión, esencialmente como botín. Durante este tiempo, se cree que Kumārajīva se familiarizó con el idioma chino. Lü también lo obligó a casarse con la hija del rey Kucha, por lo que se vio obligado a renunciar a sus votos de monje.
Después de que la familia Yao derrocara al anterior gobernante Fu Jian, el emperador Yao Xing pidió en repetidas ocasiones a los señores de la guerra de la familia Lü la liberación y envío de Kumārajīva a Chang'an. Tras la negatividad de liberar al rehén, Yao Xing, envió ejércitos a Liangzhou para derrotar a los señores de la guerra de la familia Lü y traer a Kumārajīva de regreso. Finalmente, los ejércitos del emperador Yao derrotaron a la familia Lü, y Kumārajīva fue llevado al este, a la capital de Chang'an, en el año 401 EC.

## Traducciones
De acuerdo a la colección de textos concernientes a los Tripitaka, tradujo 35 obras en 294 volúmenes, logrando esto en solo diez años. Prominentes entre sus traducciones son aquellas del Sutra del Loto, el Sutra Gran Sabiduría, el Sutra Pequeña Sabiduría, el Sutra Vimalikirti, el Sutra Rey Benevolente, el Sutra Amida, Las Diez Divisiones de Reglas Monásticas, Los Tratados de Gran Perfección y Sabiduría, Los Tratados del camino del Medio, El Tratado de Cien Versos, El Tratado de los Veinte Portones y El Tratado de Establecimiento de la Verdad.
Las traducciones de Kumarajiva fueron alabadas por generaciones posteriores, por su excelencia y claridad. Estas influenciaron profundamente el subsiguiente desenvolvimiento del budismo en China y Japón. Kumarajiva también dejó muchos discípulos, más de trescientos según algunas fuentes.

## Obras propias y filosofía
También se sabe que es autor de algunos trabajos originales, incluido su Comentario sobre el Vimalakīrti-nirdesa-sūtra (Zhu Weimojie Jing. Taisho número 1775) y el Shixiang lun (Tratado sobre Tattva , ahora perdido). Kumārajīva y su equipo también fueron responsables de una biografía de Nagarjuna (T 2047), que puede haberse basado en los propios relatos de Kumārajīva a sus alumnos.
Otro texto que contiene algunas de sus enseñanzas originales es el Jiumoluoshi fashi dayi (La Gran Enseñanza del Maestro del Dharma Kumārajīva; T no. 1856), una serie de cartas entre Kumārajīva y Lushan Huiyuan (334-416) que tratan algunos temas básicos del Mahayana.
Richard H. Robinson resume sus puntos de vista filosóficos en que:
Se muestra a sí mismo como un Śūnyavādin ortodoxo y Mādhyamika, rechaza la autoridad del Abhidharma e interpreta los Āgamas de una manera Mahāyāna, sostiene que las declaraciones de Buda son puramente pragmáticas y no implican ninguna entidad real, y niega que surjan entidades reales porque (a) no es admisible ni la inherencia ni la no inherencia del efecto en la causa, y (b) la ocurrencia simultánea y sucesiva de causa y efecto son igualmente insostenibles. Sostiene que la realidad trasciende las cuatro modalidades del tetralema y sostiene el concepto de negación de Nagarjuna.

Del mismo modo, según John M. Thompson, la filosofía que surge de sus explicaciones es "prácticamente idéntica a las opiniones de Nagarjuna y otros Madhyamikas, que enfatizan la vacuidad de todos los dharmas (incluso la "vacuidad de la vacuidad") y la ausencia del Bodhisattva-apego a todas las cosas y enseñanzas". Thompson agrega:
Al igual que los sutras de Prajñāpāramita y los comentarios de Madhyamika, Kumārajīva dice que las enseñanzas de Buda en última instancia provienen y nos llevan a un nivel más allá de las palabras y el pensamiento. Debido a que el Buda y los Bodhisattvas residen en este reino trascendente (que no es otro que nuestro mundo actual), su sabiduría les permite usar varios upaya para llevar a los seres que sufren a la iluminación. Las aparentes contradicciones y confusiones en los textos budistas se deben a su upaya, que se acomoda al nivel de la audiencia y la conduce a la verdad. Kumārajīva incluso sugiere que las enseñanzas de los sutras pueden engañar a aquellos que no están preparados, es decir, a un nivel más bajo de comprensión. Según Kumārajīva, entendemos verdaderamente el Dharma solo cuando alcanzamos una prajñā pura y completa. Prajñā es el medio para eliminar todos los obstáculos y dificultades, todos los apegos, incluso los apegos a sí mismo. Como dice Kumārajīva: "En el Buddha-Dharma, la medicina de prajñā es así. Por esta medicina, uno demuele los objetos de las adicciones. Si dentro de prajñā los seres conciben la adición, entonces uno debe practicar un método de tratamiento. Si dentro de prajñā no hay adicciones a prajñā, entonces no se aplica más tratamiento".
Estas ideas se encuentran en el Dazhidulun (T. 1509; Skt. Mahāprajñāpāramitopadeśa). Varios estudiosos modernos también sostienen que el Dazhidulun, que se consideraba tradicionalmente una obra original de Nagarjuna que fue traducida por el equipo de Kumarajīva, en realidad contiene numerosas adiciones de Kumarajīva y su equipo o es en realidad un producto de la edición del estudiante de Kumarajīva Sengrui. Como señala el indologista belga Etienne Lamotte, el equipo de Kumarajīva también editó y abrevió considerablemente la última mitad de este texto.

## Influencia

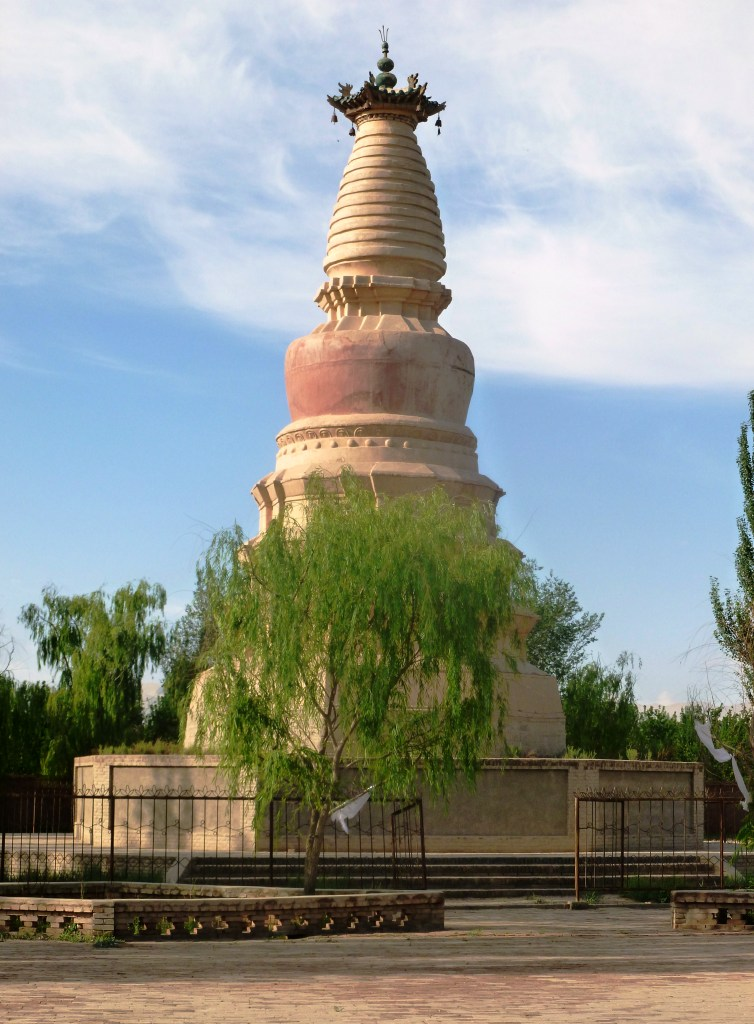
Estupa de la Pagoda del caballo blanco, en Dunhuang, en honor de Kumarajiva.

Además de la influencia lingüística y terminológica de sus traducciones, su trabajo también influyó en la comprensión filosófica del budismo en China. Según Fan Muyou, antes de él, muchos budistas chinos tenían serios malentendidos sobre el vacío y el no-yo. Esto se debe a que habían sido influenciados por la filosofía neotaoísta Xuanxue y, por lo tanto, vieron la vacuidad como una especie de no ser, como una sustancia real o absoluta (ambas son interpretaciones erróneas de los conceptos de Shuniata y Anātman). Kumārajīva y sus estudiantes como Sengzhao y Sengrui reconocieron estos errores y trabajaron para corregirlos mediante la introducción de interpretaciones adecuadas basadas en la filosofía india Madhyamaka.
Además de los citados Sengzhao y Sengrui Kumārajīva atrajo a muchos otros discípulos, entre ellos Daosheng y Daorong (道融) que junto con los anteriores, fueron conocidos como "los cuatro grandes discípulos" (什門四聖). Su reputación se extendió también al sur de China, dominio de los Jin orientales. Se dice que Huiyuan, el primer patriarca de la escuela Jingtu, asentada desde 381 en el monte Lu Shan, le pidió por escrito varias aclaraciones sobre la doctrina Mahāyāna. Algunos de estos intercambios han llegado hasta nosotros; están recogidos en una colección en tres fascículos, titulada Dacheng dayi zhang (《大乘大義章》) o Jiumoluoshifashi dayi (《鳩摩羅什法師大義》).
Kumarajīva es considerado el fundador en China de la escuela Sanlun (三論宗) o de los Tres Tratados, basada en el Shatika śāstra (《百論》), el Madhyamika shastra (《中論》) y el Dvadashamukha shastra (《十二門論》). Fue realmente iniciado por su discípulo Senglang (僧朗), a quien sucedieron Sengquan (僧詮), Falang (法朗) y Jizang (吉藏). Bajo los Sui (581-618) y principios de los Tang (618-907), floreció y se dividió en dos ramas. Además, había aparecido una escuela Silun (四論宗) de los Cuatro Tratados, que añadía el Mahāprajñāpāramitā upadesha (《大智度論》) a los tres textos originales. Estas escuelas desaparecieron hacia mediados de la dinastía con el nacimiento de Faxiang (法相宗) fundada por Kuiji, discípulo de Xuanzang, y luego la corriente Chan que adquirió gran importancia. La escuela Sanlun sigue existiendo en Japón con el nombre de Sanron.